# Madre Deus
Madre Deus é um bairro residencial localizado na cidade de São Luís, capital do estado brasileiro do Maranhão. Conhecido como bairro da cultura maranhense, é palco de diversas manifestações culturais.

## Histórica
Em 1713, o Capitão-Mor Manuel da Silva Serrão construiu uma ermida para abrigar a imagem de Nossa Senhora da Madre Deus, Aurora da Vida, num sítio no lugar denominado de Ponta de Santo Amaro ou Sítio da Madre Deus, como ficou conhecido, dando origem a uma vila de pescadores e ao bairro.
No final do século XIX, foi construída a primeira fábrica do bairro a Companhia de Fiação e Tecidos Cânhamo, localizada no fim da Rua da Madre Deus, às margens do Rio Bacanga, no ano de 1891. A Companhia de Fiação e Tecelagem de São Luís foi inaugurada em 1894.
Com a sua implantação, foram sendo ocupados os terrenos vazios próximos à fabrica, nas proximidades do Cemitério do Gavião, o que promoveu o surgimento dos bairros operários do entorno da vila de pescadores da Madre Deus, como Codozinho, Lira, Belira e Goiabal.
Dessa forma, o bairro da Madre Deus foi formado por classes sociais humildes, pescadores, estivadores, maquinistas, descendentes de escravos e os operários das fábricas.
A Companhia de Fiação e Tecidos Cânhamo encerrou suas atividades em 1969 e a Companhia de Fiação e Tecelagem de São Luís, em 1960.
Antes da construção da Barragem do Bacanga (1975), o bairro era banhado pelo rio Bacanga, que formava a Praia da Madre Deus e a comunidade ribeirinha da Tabatinga. A primeira Capela de São Pedro construída ficava às margens da praia e era feita uma procissão marítima no dia 29 de junho.
No bairro funciona o Hospital Estadual do Câncer do Maranhão, o antigo Hospital Geral, uma das unidades de saúde mais antigas do estado.

## Cultura

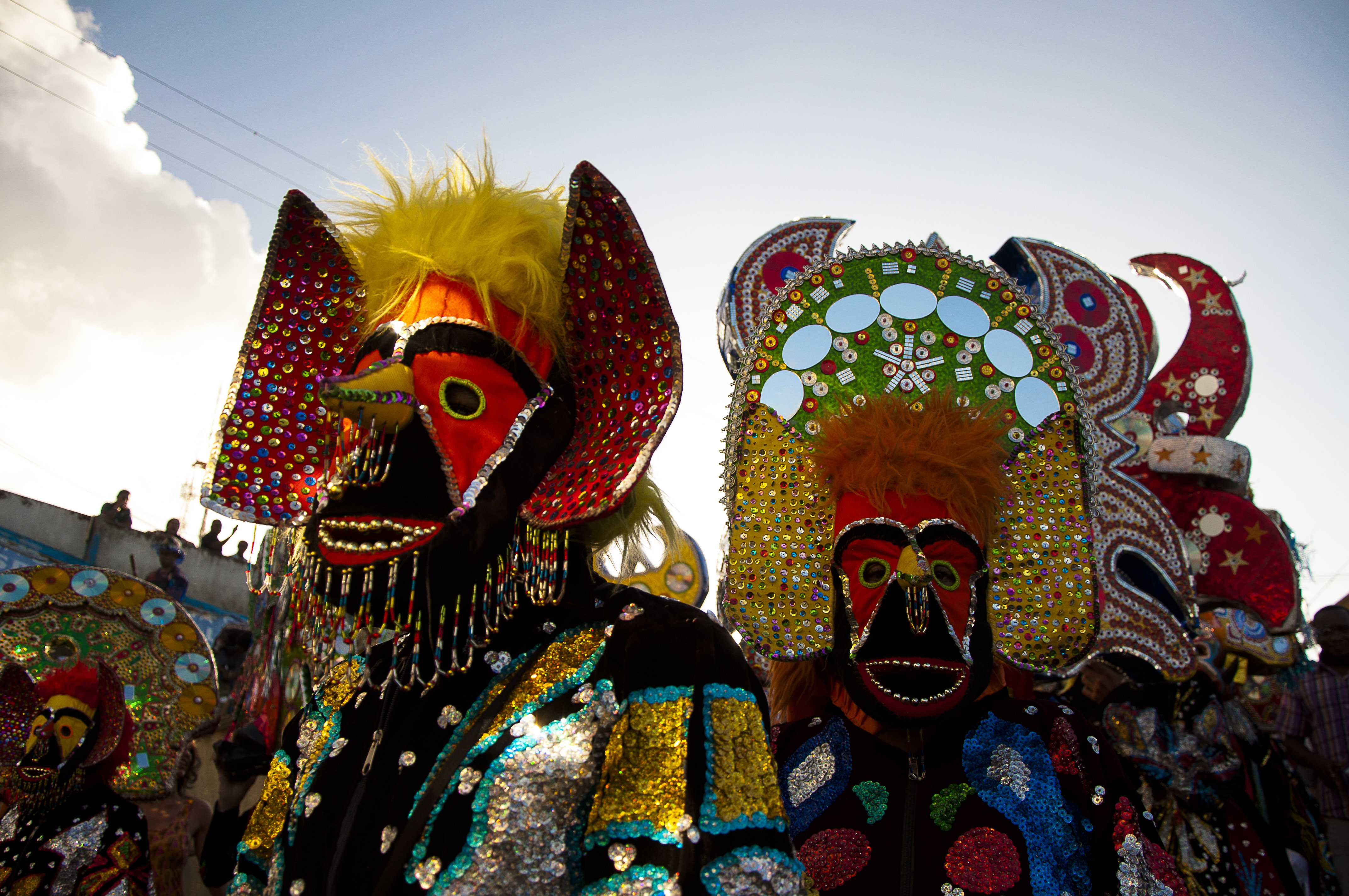
Encontro de Bumba-boi na Capela de São Pedro

Neste ambiente, surgiram o Bicho-Terra, o Boi Barrica, a Banda de Descascar Alho, os Fuzileiros da Fuzarca e o Bloco das Marocas, concentrando dezenas de grupos entre blocos carnavalescos tradicionais, organizados, bumba-boi, tambores de crioula, escolas de samba, dentre outras manifestações culturais.
O bumba-meu-boi da Madre Deus, sotaque de matraca, foi fundado por pescadores em 1890.
O prédio da antiga Companhia de Fiação e Tecidos de Cânhamo deu origem ao CEPRAMA (Centro de Comercialização de Produtos Artesanais do Maranhão), uma instituição de divulgação da cultura do estado, em 1989. Nele funciona uma feira permanente de artesanato e produtos regionais típicos e, na sua área externa, acontecem as festas de Carnaval, com apresentações de blocos — tradicionais, organizados e alternativos —, tribos indígenas e tambor de crioula, além da conhecida festa de São João, no tradicional Arraial do Ceprama, com apresentação de grupos de bumba-meu-boi, quadrilhas, dança portuguesa, dança do boiadeiro e cacuriá.
A Praça da Saudade e o Largo do Caroçudo são os principais pontos de manifestações culturais do bairro.
Na noite de 28 para 29 de junho, os grupos de bumba-meu-boi vão à Capela de São Pedro fazer suas afirmações de fé. Nesta ocasião, uma multidão segue os grupos para prestigiar o Festejo de São Pedro e São Marçal.